# Christian zu Rantzau (Politiker)
Graf Christian Carl Otto Adolf zu Rantzau auf Rastorf (* 15. Oktober 1858 in Uetersen; † 21. Mai 1939 in Rastorf) war ein deutscher Verwaltungs- und Hofbeamter, Rittergutsbesitzer und Parlamentarier.

## Leben
Christian zu Rantzau entstammte dem Haus Rastorf des holsteinischen Uradelsgeschlechts (Equites Originarii) Rantzau und war der Sohn des Klosterprobsten von Uetersen Emil zu Rantzau (1827–1888) und seiner Frau Caroline Christiane Elisabeth, geb. Gräfin von Reventlow (1837–1917).
Er studierte an der Ruprecht-Karls-Universität Heidelberg und der Eberhard Karls Universität Tübingen Rechtswissenschaften. 1878 wurde er Mitglied des Corps Guestphalia Heidelberg. Noch im gleichen Jahr schloss er sich dem Corps Suevia Tübingen an. Nach dem Studium trat er in den preußischen Staatsdienst ein. Von 1889 bis 1897 war er Landrat des Kreises Plön. 1895 war er Gründer der Landschaft Schleswig-Holstein und wurde deren Generallandschaftsdirektor.
Von 1911 bis 1918 war zu Rantzau Mitglied des Preußischen Herrenhauses. Später wurde er Mitglied des Preußischen Staatsrates. Er war Besitzer des Rittergutes Rastorf bei Preetz, Kammerherr (seit 1904), Verbitter des adelichen Konvents Itzehoe (seit 1907) und Ehrendoktor der Rechtswissenschaften (Dr. jur. h. c.).
Christian zu Rantzau war zweimal verheiratet, zuerst mit Henriette Freiin von Vincke (1871–1891), dann mit deren Schwester Gabriele Freiin von Vincke (1878–1966). Aus erster Ehe stammt die Tochter Emma (1891–1977), die den Vetter Hans Caspar Graf zu Rantzau (1876–1952) ehelichte. Aus der zweiten Ehe folgte die Tochter Lita (1899–1976), die mit dem Arzt Wolfgang Haagen (1897–1980) eine Familie gründete.
Christian zu Rantzau hatte mehrere Geschwister. Nancy war mit dem Generallandschaftsrat Gustav von Bülow liiert, Anna wurde Konventualin des adeligen Kloster Preetz, Bruder Heinrich wurde Major und Militärattache, Bruder Emil war Kammerherr und Klosterprobst und Schwester Lita Hofdame der letzten Kaiserin und Konventualin des adeligen Kloster Itzehoe.